# Zeppelin Filmes (Brasil)

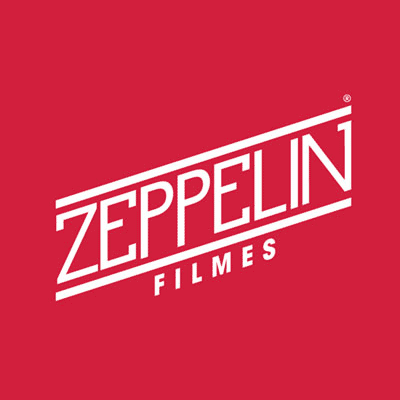
Zeppelin filmes

Zeppelin Filmes é uma empresa brasileira de produção audiovisual, criada em 1991 em Porto Alegre e que, a partir de 2002, passou a ter sede também em São Paulo.
Seus sócios atuais são os publicitários Everson Colossi Nunes(Gringo) e Ricardo Baptista da Silva. 

## Produção publicitária
A principal atividade da Zeppelin é a produção de publicidade, conteúdo para marcas, televisão e cinema. Em mais de 30 anos de atividade, a empresa teve clientes como Banrisul, Lojas Renner, Shopping Iguatemi, RBS TV, Tramontina, Gerdau, Ipiranga, Cia Zaffari, Massey Ferguson, Pepsi, Piccadilly, Olympikus, Skol, John Deere, Embratel, TAM, Credicard, Honda, Volkswagen, Citroën, Peugeot, Nokia, Ambev, entre outros.
Desde 1996, a Zeppelin realiza parcerias com produtoras estrangeiras para criação de comerciais no exterior, em países como Alemanha, Finlândia, Portugal, Rússia e Estados Unidos.
Ganhou 18 vezes o prêmio de "Produtora do ano" no Salão da Propaganda Gaúcha. Comerciais produzidos pela Zeppelin receberam diversos Prêmios Colunistas, Prêmios Folha/Meio e Mensagem, do Clube de Criação de São Paulo, da Revista About, além do Festival Internacional de Publicidade de Gramado e do FIAP (Festival Iberoamericano de la Publicidad). Em 2008, a campanha produzida pela Zeppelin para o site Lance Final ganhou Leão de Prata no Festival Internacional de Publicidade de Cannes.

## Produção de Conteúdo
A Zeppelin Filmes também é referência na produção de conteúdo desde seus primórdios. Assina ficções como os curta-metragem: "Sonho", episódio de José Pedro Goulart para o longa "Felicidade é" (1995); "O Pulso" de José Pedro Goulart (1997); "Fast food" de Rodrigo Pesavento e Diego de Godoy (1998); "O Branco" de Liliana Sulzbach e Ângela Pires (2000), além dos programas para TV: "Sul sem fronteiras", série de 4 documentários de Ângela Pires para a TVE (1999); "História Natural", de Diego de Godoy para a série "Histórias Curtas" da RBS TV (2002); "Travessia", de Liliana Sulzbach para a série "Histórias do SUl" da TVE (2002); "Versículo", de Lena Maciel para a série "Histórias Curtas" (2005); "O Continente de Erico", de Liliana Sulzbach para RBS TV (2005). 
Em 2004, a Zeppelin produziu o documentário de longa-metragem "O Cárcere e a Rua" de Liliana Sulzbach, lançado no circuito de cinema em 2005 .
Em 2007, o viral "Mosquitos in love", produzido pela Zeppelin para a campanha contra a dengue, foi um dos dez vídeos mais assistidos no ano na internet .
Em 2012, foi produzido mais um longa documental, o Dalua Downhill com direção de Rodrigo Pesavento, Fernanda Krumel e Tiago Bortolini.
Em 2013 foi produzido o curta "Sorry"com direção do coletivo Wolfpack.
Em 2015 foi lançado mais um documentário sobre a Banda gaúcha Defalla com direção de Rodrigo Pesabvento e Diego de Godoy.
A produção de conteúdo da produtora dedica espaço a projetos de ficção, documentários e conteúdo para cinema, televisão e internet. O projeto mais recente do núcleo, "Um Contra Todos", foi exibido recentemente pelo History Channel. .
A Zeppelin produziu cerca de 400 programas para o FOX Channel - canal Bem Simples com foco em culinária, beleza e artesanato. Para o Discovery produziu o "Fome de quê", programa de culinária da Neka Mena Barreto. Ainda para o History produziu a série "Caos" com direção do Diego de Godoy.
A Zeppelin já produziu conteúdo de marca em diversas mídias para empresas como Adidas, Microsoft, AmBev, Dakota, Vinícola Aurora, J&J, entre outras.